# Dymitr Bohomolec
Dymitr Bohomolec herbu Bogoria – uczestnik wojny z Carstwem Rosyjskim.
W czasie wojny polsko-rosyjskiej 1654-1667 dostał się do niewoli rosyjskiej. W 1655 roku podpisał laudum sejmiku zesłanej szlachty województwa witebskiego w Kazaniu. Był elektorem Jana III Sobieskiego w 1674 roku.